# Orlando Serrell
Pour les articles homonymes, voir Serrell.
Orlando L. Serrell, né en 1969, est un Américain atteint d'hypermnésie (syndrome du savant).
Ne possédant pas de compétences particulières, il est frappé par une balle de baseball lors d'une partie le 15 août 1979, alors qu'il n'a que dix ans. La balle atteint le côté gauche de sa tête et Serrell, bien que blessé, ne porte pas attention à cet accident et ne se soigne pas. Il souffre d'un mal de tête important, puis découvre qu'il a la capacité d'effectuer des calculs de dates complexes. Il peut ainsi se rappeler la météo et ce qu'il faisait à une date précise s'il s'agit d'un jour suivant cette partie de baseball.